# Уинслоу
Уинслоу (на английски: Winslow) е град в окръг Навахо, щата Аризона, САЩ. Уинслоу е с население от 9832 жители (2007) и обща площ от 31,9 km². Намира се на 1478 m надморска височина. ЗИП кодът му е 86047, а телефонният му код е 928.